# Dendrolycosa bobbiliensis
Espèce
Synonymes
- Pisaura bobbiliensis Reddy & Patel, 1993

Dendrolycosa bobbiliensis est une espèce d'araignées aranéomorphes de la famille des Pisauridae.

## Distribution
Cette espèce est endémique d'Andhra Pradesh en Inde,. Elle se rencontre vers Bobbili.

## Description
La femelle holotype mesure 17,33 mm.

## Étymologie
Son nom d'espèce, composé de bobbili et du suffixe latin -ensis, « qui vit dans, qui habite », lui a été donné en référence au lieu de sa découverte, Bobbili.

## Publication originale
- Reddy & Patel, 1993 : « Two new species of the genera Pisaura Simon and Tinus Cambridge (Araneae: Pisauridae) from India ». Entomon, vol. 18, p. 181-184.